# وارانتی (سازمان موضوعی)
انجمن ثبت‌شده وارانتی (فنلاندی: Warrantti ry) انجمن دانشجویان رشته بازرگانی در دانشگاه واسا است. این انجمن یکی از انجمن‌های دانشجویان بازرگانی فنلاند است. وارانتی دومین انجمن بزرگ دانشجویان بازرگانی در فنلاند است.

## رویدادها
وارانتی هر ساله در پاییز بزرگترین رویداد اپروت در اوستروبوتنیا (آستوریاس) با نام «اپروت ساحلی» را برگزار می‌کند. اپروت ساحلی در مرکز واسا برگزار می‌شود و پس از اپروت، هنرمندان در میدان بازار واسا اجرا می‌کنند. این رویداد سالانه حدود ۲۵۰۰ دانشجو از سراسر فنلاند را به خود جذب می‌کند. وارانتی همچنین هر ساله در بهار رویدادی به نام «ویکی‌پایوئت» را برگزار می‌کند که در آن علاوه بر تور ایست بازرسی و هنرمندان، شرکت‌کنندگان می‌توانند در یک رویداد خصوصی در تروپیکلندیا شرکت کنند. وارانتی همچنین رویدادهای متنوعی را برای اعضای خود و همچنین رویدادهای بین رشته‌ای را از طریق باشگاه‌ها و بخش‌های مختلف برگزار می‌کند.

## وارانتیلا
وارانتیلا فضایی متعلق به وارانتی است که در نشانی Kauppapuistikko 19-21 واقع شده است. وارانتیلا برای اجاره موجود است و توسط شرکت وارانت تیلایاستو نگهداری می‌شود.